# 고흥서초등학교
고흥서초등학교는 대한민국 전라남도 고흥군 고흥읍 호산로 526 (호동리)에 있었던 초등학교이다.

## 연혁
- 1944년 5월 15일 고흥서공립국민학교 개교(설립인가 4월 5일)
- 1947년 9월 1일 고흥서국민학교로 개칭
- 1950년 5월 8일 제1회 졸업식(47명)
- 1981년 1월 29일 병설유치원 인가
- 1996년 3월 1일 고흥서초등학교로 개칭
- 1997년 2월 18일 제48회 졸업식(2630명)
- 1997년 3월 1일 고흥동초등학교로 통폐합